# کافونفو
کافونفو (به انگلیسی: Cafunfo) شهری در استان لوندای شمالی واقع در کشور آنگولا است که در سال ۲۰۰۹ میلادی ۲۳٬۰۶۶ نفر جمعیت داشته است.